# Ziemianie
Ziemianie – dawny folwark i wieś. Tereny, na których leżały znajdują się obecnie na Białorusi, w obwodzie witebskim, w rejonie miorskim, w sielsowiecie Jazno.

## Historia
W czasach zaborów folwark i wieś w gminie Jazno, w powiecie dzisieńskim, w guberni wileńskiej Imperium Rosyjskiego.
W latach 1921–1945 folwark i wieś leżały w Polsce, w województwie wileńskim, w powiecie dziśnieńskim, w gminie Jazno.
Według Powszechnego Spisu Ludności z 1921 roku zamieszkiwało:
- folwark – 12 osób, 1 była wyznania rzymskokatolickiego, 11 prawosławnego. Jednocześnie wszyscy mieszkańcy zadeklarowali polską przynależność narodową. Był tu 1 budynek mieszkalny[3]. W 1931 w 1 domu zamieszkiwało 12 osób[4].
- wieś – 26 osób, 3 było wyznania rzymskokatolickiego, 23 prawosławnego. Jednocześnie 10 mieszkańców zadeklarowało polską, a 16 białoruską przynależność narodową. Było tu 5 budynków mieszkalnych[3]. W 1931 w 5 domach zamieszkiwały 24 osoby[4].

Wierni należeli do parafii rzymskokatolickiej i prawosławnej w Jaźnie. Miejscowość podlegała pod Sąd Grodzki w Dziśnie i Okręgowy w Wilnie; właściwy urząd pocztowy mieścił się w Jaźnie.